# یوسوکه ایسیا
یوسوکه ایسیا (انگلیسی: Yūsuke Iseya؛ زادهٔ ۲۹ مهٔ ۱۹۷۶) هنرپیشه اهل ژاپن است. از فیلم‌هایی که وی در آن نقش داشته است، می‌توان به کوری و سیزده آدمکش اشاره کرد.